# Zethos

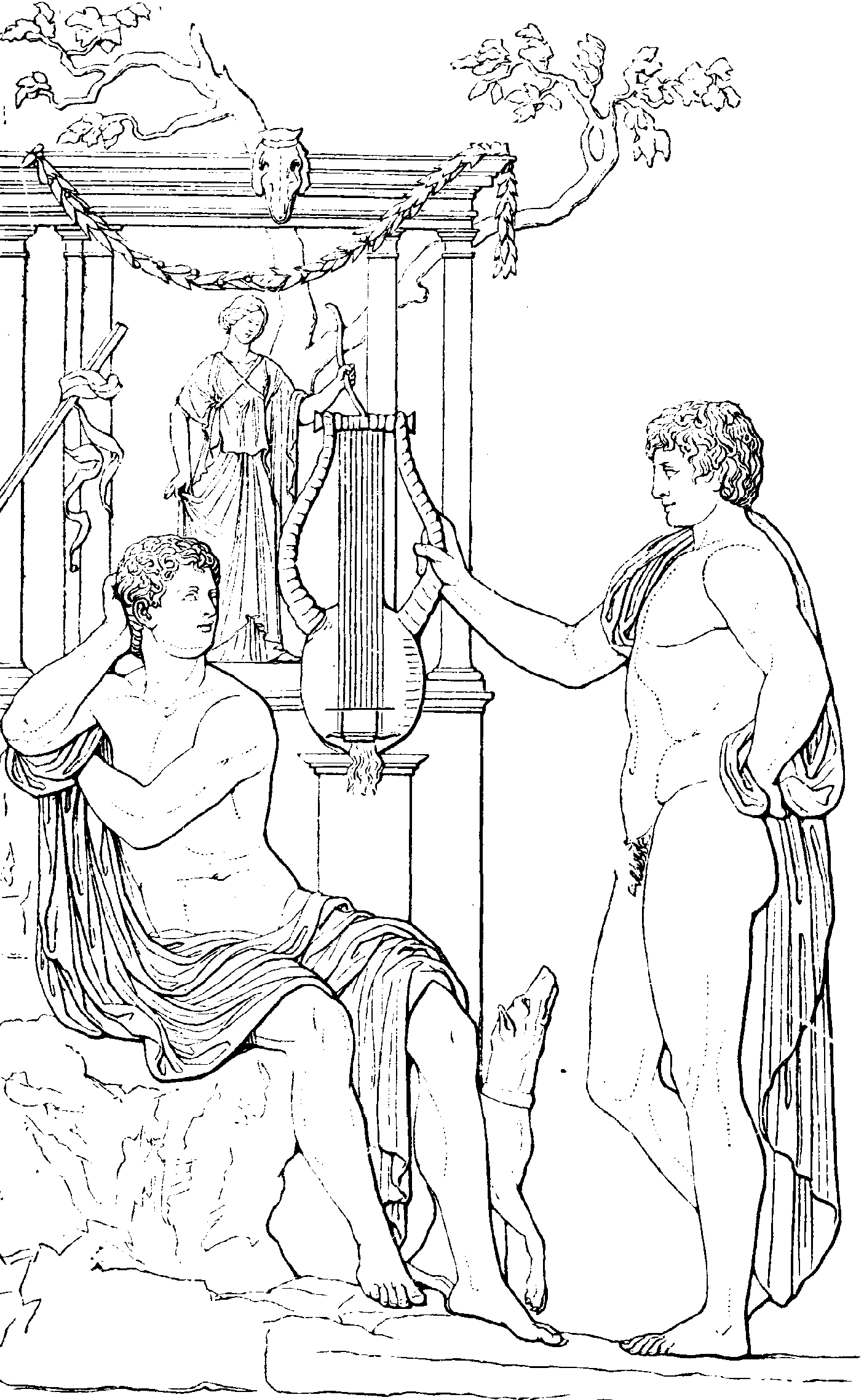
Amphion und Zethos

Zethos (altgriechisch Ζήθος Zḗthos) ist in der griechischen Mythologie ein Sohn der Antiope und des Zeus oder des Epopeus, der Zwillingsbruder von Amphion und mit diesem der Herrscher über Theben. Seine Frau war entweder Aëdon oder Thebe. Er hatte zwei Kinder, Itylos und Nëis. Als seine Frau den Sohn wegen eines Missverständnisses tötete, nahm sich Zethos das Leben.